# Phleum brueggeri
Phleum brueggeri är en gräsart som beskrevs av Karl Carl Richter. Phleum brueggeri ingår i släktet timotejer, och familjen gräs. Inga underarter finns listade i Catalogue of Life.